# Nina Zanjani
Nina Zanjani, född 1 september 1981 i Iran, är en svensk skådespelare.

## Biografi
Zanjani, som är av iransk börd, kom med familjen från Iran som sexåring. Hon är uppvuxen i Gråbo i  Lerums kommun och senare bosatt i Stockholm men numera i Göteborg.
Zanjani var elev på Stockholms Elementära Teaterskola (SET) 2001–2002 och gick ut Teaterhögskolan i Stockholm 2007. Hon har medverkat i Dramatens uppsättningar av Festen och Woyzeck och spelade Josie i Backateaterns uppmärksammade uppsättning av Rona Munros Järn 2005.
Hon spelade den ena huvudrollen i Helena Bergströms regidebut Se upp för dårarna som dottern Yasmin. I november 2007 hade pjäsen Don Carlos premiär på Göteborgs stadsteater, där Zanjani spelade drottning Elisabeth. Hon medverkade även i Night Rider av Björn Runge på samma teater och i Nathan den vise på Stockholms stadsteater samt i SVT:s dramatisering om Selma Lagerlöf, som sändes den 26 och 27 december 2008.
Zanjani hade även en av huvudrollerna i Josef Fares film Farsan med premiär i februari 2010.
Hon har även medverkat i alla nya Wallander-filmer, där hon spelar polisen Isabelle, åtminstone fram till och med Indrivaren, där hon slutar sin anställning hos ystadpolisen.
Hösten 2010 medverkade Zanjani i föreställningen Klaras resa på Stadsteatern i Göteborg där hon spelade huvudrollen Klara. Klaras resa blev framröstad som årets bästa föreställning av teaterfolket och vann ett prestigefyllt pris hösten 2010. I december 2015 tilldelades hon Carl Åkermarks stipendium för sina insatser för Sveriges kulturliv.
2012 medverkade hon i Göteborgs Stadsteaters uppsättning av Bibeln. 2014 gjorde hon rollen som Eliza i George Bernard Shaws Pygmalion på Göteborgs Stadsteater.

## Filmografi (i urval)
- 2007 – Se upp för dårarna
- 2008 – Selma (TV-serie)
- 2009 – Wallander – Hämnden
- 2009 – Wallander – Skulden
- 2009 – Wallander – Kuriren
- 2009 – Wallander – Tjuven
- 2009 – Wallander – Cellisten
- 2009 – Wallander – Prästen
- 2009 – Wallander – Läckan
- 2009 – Wallander – Skytten
- 2010 – Wallander – Dödsängeln
- 2010 – Farsan
- 2010 – Wallander – Vålnaden
- 2010 – Wallander – Arvet
- 2010 – Wallander – Indrivaren
- 2013 – Hotell
- 2013 – Barna Hedenhös uppfinner julen (TV-serie)
- 2016 – Maria Wern – Smutsiga avsikter (TV-serie)
- 2017 – Modus (TV-serie)
- 2017 – Exfrun
- 2018 – Halvdan Viking
- 2019–2021 – Älska mig (TV-serie)
- 2020–2022 – Hamilton (TV-serie)[4]
- 2023 – Familjen Knyckertz och snutjakten
- 2024 – Sthlm Blackout (TV-serie)
- 2024 – Beck – Vilhelm
- 2025 – Beck – Den osynlige mannen

## Ljudboksuppläsningar (i urval)
- Mittnattsbiblioteket av Matt Haig

- Ö av Sara Bergmark Elfgren

- Fruset Guld av Cilla & Rolf Börjlind
- Nattens öga av Cilla & Rolf Börjlind

## Teater

### Roller
| År   | Roll                 | Produktion | Regi                                  | Teater                   |
| ---- | -------------------- | --- | ------------------------------------- | ------------------------ |
| 2003 | Statist              | Woyzeck Georg Büchner                                                                                                  | Stefan Larsson                        | Dramaten                 |
| 2007 | Drottning Elisabeth  | Don Carlos (Don Karlos, Infant von Spanien) Friedrich Schiller                                                         | Eva Bergman                           | Göteborgs Stadsteater    |
| 2009 |                      | Seven Paula Cizmar, Catherine Filloux, Gail Kriegel, Carol K. Mack, Ruth Margraff, Anna Deveare-Smith, Susan Yankowitz |                                       | Riksteatern              |
| 2011 |                      | Antigone (Ἀντιγόνη, Antigone) Sofokles                                                                                 | Ronnie Hallgren Mgunga Mwa Mnyenyelwa | Göteborgs stadsteater    |
| 2012 | Edmée                | Chéri Colette | Jenny Andreasson                      | Dramaten                 |
| 2014 | Sylvi                | Sylvi Minna Canth | Jenny Andreasson                      | Göteborgs stadsteater    |
| 2015 | Hedda Tesman         | Hedda Gabler Henrik Ibsen                                                                                              | Emil Graffman                         | Göteborgs Stadsteater    |
| 2015 | Nina                 | Kärleken kommer att skilja oss åt Joy Division                                                                         | Sally Palmquist Procopé               | Dramaten                 |
| 2016 | Mira                 | Deformerad persona Mattias Andersson och Ylva Andersson                                                                | Mattias Andersson                     | Dramaten                 |
| 2016 | Anna (Anna Petrovna) | Ivanov (Иванов, Ivanov) Anton Tjechov                                                                                  | Alexander Mørk-Eidem                  | Dramaten                 |
| 2017 | Morris               | The Nether Jennifer Haley                                                                                              | Lena Endre                            | Dramaten                 |
| 2017 | Eliza                | My Fair Lady Alan Jay Lerner och Frederick Loewe                                                                       | Elisa Kragerup                        | Kulturhuset Stadsteatern |
| 2019 | Dana Jasmine         | Hålla andan (How to hold your breath) Zinnie Harris                                                                    | Lena Endre                            | Dramaten                 |
| 2021 | Eva                  | Kärlek skonar ingen Mirja Unge, Håkan Hellström och Björn Olsson                                                       | Victoria Brattström                   | Göteborgsoperan          |
| 2022 | Saga                 | Nordic Crime Mattias Andersson                                                                                         | Mattias Andersson                     | Dramaten                 |
| 2023 | Lila Cerullo         | Min fantastiska väninna (L'amica geniale) Elena Ferrante                                                               | Maria Sid                             | Kulturhuset Stadsteatern |
| 2024 | Yerma                | Yerma Federico García Lorca                                                                                            | Lisaboa Houbrechts                    | Dramaten                 |
| 2024 |                      | 77 meddelanden till framtiden Jacob Hirdwall                                                                           | Jacob Hirdwall                        | Dramaten                 |

## Priser och utmärkelser
- 2012 - Marianne & Sigvard Bernadotte Art Awards[5]
- 2013 - Gunnar Sjöbergs teaterstipendiefond[6]
- 2014 – Medeapriset[7]
- 2015 – Carl Åkermarks stipendium av Svenska Akademien[8]
- 2018 - Stora ljudbokspriset, kategori ungdom[9]